# 二七部隊
二七部隊，後改稱台灣民主聯軍。組成於二二八事件的二七部隊，主要由謝雪紅及鍾逸人等人領導。本部隊為二二八事件裡面，臺灣中部地區活動的最重要反政府武裝民兵組織，也是二二八事件時規模最大、維持最久的反抗勢力組織，是當時全台民眾口耳相傳關注的焦點。「二七部隊」的名稱取自二二八事件的導火線—2月27日傍晚發生在台北市的緝菸血案。
在二二八事件發生後，於1947年3月6日由謝雪紅、鍾逸人等人糾集臺灣中部地方青年及學生共四百餘名，是為二七部隊。謝雪紅任總指揮，鍾逸人任部隊長，重要幹部有古瑞雲、黃金島、蔡鐵城、楊克煌、李喬松等人。3月12日，二七部隊決定撤往埔里，作持久抗爭的打算。二七部隊到達埔里後，只剩下不到200人。當時因為在國軍的進逼下，對外交通要道均遭封鎖，情勢甚為不利，二七部隊發動夜襲，突擊部署在日月潭方面的國軍。並以警備隊長黃金島率一小隊扼守烏牛瀾橋，以防腹背受敵。3月16日，國軍整編第二十一師436團第2、3營部分兵力又與扼守烏牛瀾橋的黃金島所率領二七部隊主力發生激戰，是為烏牛欄戰役。最初該民兵因占地利之便，突襲國軍，造成傷亡。但因火力遠不及國軍，且作戰經驗有所不足而漸處於劣勢，最終四散。烏牛欄戰役之後，國軍占領埔里。
二七部隊因武器彈藥無法補給，埔里和霧社當地人不願大力支持，再加上之前核心領導人鍾逸人、謝雪紅早已先後離隊，二七部隊士氣難以繼續支撐下去。在國軍強大兵力進逼下，二七部隊宣布解散。之後隊員各自逃散，有些投靠雲林地區的陳篡地的武裝游擊隊，有些則回家鄉躲避。而主要領導人謝雪紅與其他幹部楊克煌、古瑞雲等人則偷渡至中國大陸，其他一些幹部後續則因涉入白色恐怖遭政府當局逮捕監禁、槍決。

## 背景
因國民政府接管官員貪污腐敗問題嚴重、軍隊紀律敗壞，偷拐搶騙、開槍傷人，與民眾衝突不絕。政府濫印鈔票導致嚴重通貨膨脹。陳儀本人大權獨攬、顢頇剛愎。政府藉由統制經濟的實施，透過專賣局與貿易局壟斷台灣的經濟命脈，限制民間經濟活動、扼殺民間工商企業界的商機，造成台灣失業問題嚴重。政府將台灣的各種民生物資運往中國大陸支應國共內戰，導致台灣人民的生活陷入困境，台灣開始出現少見的饑荒，各地出現搶米浪潮，治安敗壞、盜賊橫行、民不聊生、路有餓莩。外省人相對於台灣人在社會地位及工作職位上具高度優勢的不平等待遇，同樣的職位也呈現薪資上的差別待遇，掌握資源者又對台灣人民進行種種歧視與打壓，國民政府接管台灣一年多以來累積了龐大的民怨，各地反抗之聲頻傳。
另一方面，隨着抗戰勝利與台灣民眾對「台灣光復」的激情浪潮消退，舊台灣共產黨成員利用政府接收台灣的混亂，以及政府腐敗貪污造成民怨的機會，大肆活動。1945年，中共由延安指派「舊台共中央派」蔡孝乾返台，開展工作，並由中共中央華南分局調派幹部林英傑、洪幼樵、張志忠等三人來台協助。中共中央華東局設置對台工作聯絡站，派員專門負責與台共成員聯繫，其中原台共重要的幹部如謝雪紅、簡吉、陳福星、廖瑞發，林良材等均被網羅與其合作。原則上中共並不吸收諸如謝學紅、楊逵等之類身分公開的知名左翼人士，因為他們隨時都有可能被政府當局逮捕，但省工委透過吸收謝雪紅伴侶楊克煌為地下黨員，與謝雪紅建立緊密合作。舊台共成員策動外圍組織，在台中成立謝雪紅系統下的組織「臺灣人民協會」，自1946年1月以後獲得中共的支助與策動，舊台共左翼人士加強其對於台灣各部門的滲透，特別對當時的三民主義青年團以及文教機構的滲透，如後來的二七部隊部隊長鍾逸人就是出身三民主義青年團台中分團的幹部。因此，在很短的時間以內，左翼便滲透了台灣省各重要的民眾團體，以及一部份新聞事業與出版事業的機構。尤其是《和平日報》臺灣分社，其中楊克煌他曾為台灣《和平日報》日文版編輯，而後來二七部隊幹部蔡鐵城同樣出身該報社。
1947年2月27日晚間，專賣局查緝員在臺北市天馬茶房前查緝私菸，造成民眾一死一傷，此即緝菸血案，二二八事件爆發。2月28日，民眾前往台灣行政長官公署前廣場請願，但遭公署衛兵無預警開槍掃射，局勢至此急遽惡化。下午三時，政府發佈戒嚴令並出動武裝軍警開槍掃射台北市街頭民眾。群眾佔領新公園內的台灣廣播電台（即台北二二八紀念館現址），並透過電台向全台灣廣播說明2月27日晚間發生的緝菸血案，以及當天長官公署廣場的流血事件，並控訴一年多來的政治黑暗、民不聊生、貪官污吏橫行與軍警的暴行，呼籲全台灣民眾驅逐各地貪官污吏以圖生存。隔日起由台北市開始的反抗政府事件蔓延台灣全島，全台各地民眾紛起抗暴。

## 組織起源

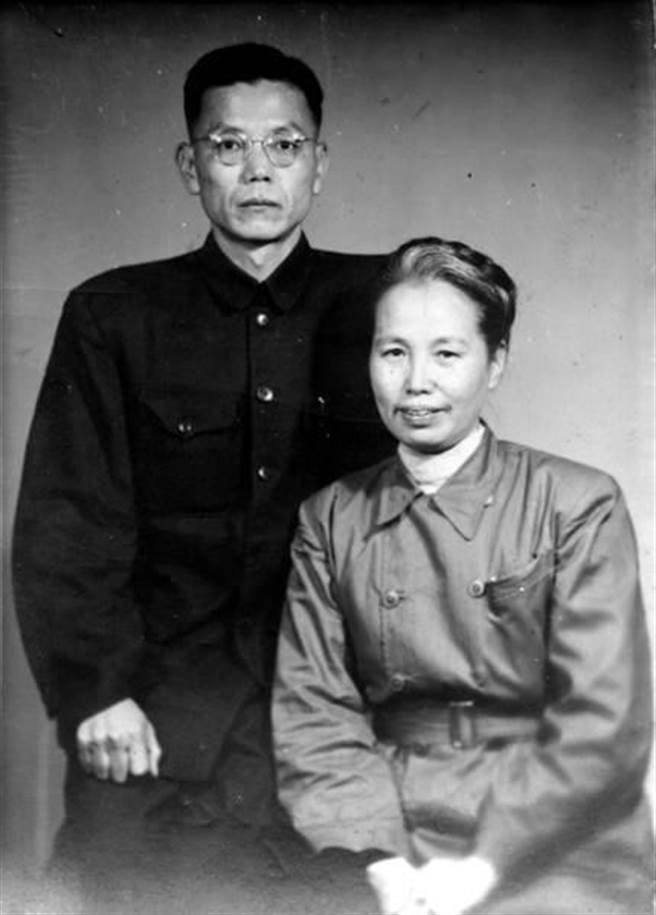
1950年代的謝雪紅（右）與楊克煌（左）。在台中二二八事件中，她們積極組織武裝力量

在二二八事件發生之後的3月1日，因事變突發時局混亂，謝雪紅尚未能與省工委取得聯繫，她召集「臺灣人民協會」主幹林兌、謝富、李喬松等左翼成員研商對策，李喬松等人認爲地下黨的力量過於薄弱，不應介入，但謝雪紅與楊克煌則認爲事態會發展至全民性的武裝鬥爭，要積極組織武裝。3月2日《和平日報》編輯楊逵和鍾逸人廣泛印製倡議召開市民大會的傳單，在市民大會之中左翼人士推舉謝雪紅為大會主席，謝雪紅等人在會中演講強烈抨擊國民黨暴政，並鼓動參加群眾遊行示威，他們利用消防車鳴響警笛呼籲市民響應起義，群眾很快奪下警察局。台中地區當地仕紳擔心局勢，也在同日成立「臺中地區時局處理委員會」，簡稱「處委會」來處理時局。當日，謝雪紅和楊克煌再度把警察局的槍枝和武裝發給響應青年，當天晚上青年隊攻佔鄰近小型軍事據點，奪取更多武裝，此外還占領廣播電台和和政府機構，一度攻佔台中市大部。武裝群眾利用電台廣播，向中部區域號召起義，並要求各地建立武裝隊伍。鑒於時局驟然混亂，台中市區的知識分子及地方仕紳在「中尊寺」聚會，傍晚繼續在「安安旅社」商討對策。
隨著其他各地續組織自行的武裝隊伍，3月3日一早，謝雪紅在臺中市民館成立「台中地區治安委員會作戰本部」，組織「人民大隊」，統籌各路武裝部隊。而台中地方仕紳與謝雪紅激進的理念不同，在林獻堂的建議下，讓吳振武在台中師範學校組織「民主保衛隊」一來維持治安，二來牽制謝雪紅的「作戰本部」的力量，台中市區形成兩股主要的武裝團體。同日上午八時許，國軍從第三飛機場的倉庫臺中州教化會館（空軍後勤部供應分站）出動武裝卡車企圖奪回市區控制權，用機槍對空掃射示威，這激起群眾暴怒，導致民兵與國軍在市區展開激烈槍戰，雙方皆有死傷。當日下午，各地民軍自電台廣播中獲悉消息，紛紛趕赴台中並支援作戰，有的與台灣中部地區多處國軍的軍事據點進行交戰。各地民軍的隊伍計有彰化隊、大甲隊、豐原隊、東勢隊、埔里隊、員林隊、田中隊、太平隊、獨立治安隊等等。其中埔里隊有霧社地區一百多名原住民下山參與台中作戰本部。國軍從市區敗退出來，退守臺中州教化會館，民兵團團圍住準備圍攻教化會館，自下午四時激戰至晚上，夜雨中槍砲聲震動全台中市，國軍部隊陷入重重包圍，試圖突圍失敗，國軍部隊於當日晚間十時許繳械投降，國軍勢力完全退出市區。

### 路線衝突

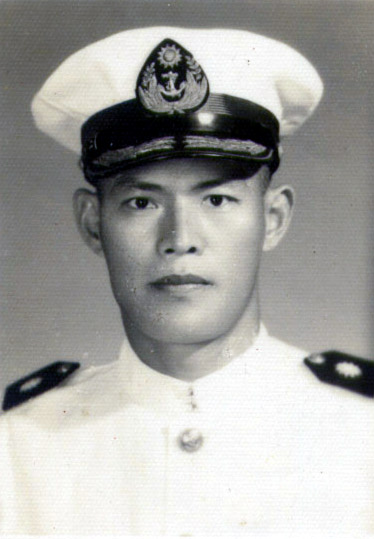
吳振武照片，在當時台中「處委會」仕紳們主要希望吳振武來制衡謝雪紅的勢力

至3月4日，民軍共攻取台中市政府、台中市警察局、台中縣警察局、台中市憲兵隊、台中團管區司令部、台中軍械庫六處、台中廣播電臺、台中電信局、專賣局台中分局等重要機構。4日早上，謝雪紅的「作戰本部」派遣治安隊去制止台中競馬場（今成功嶺基地）的國軍士兵侵擾。另一方面，在台中仕紳組成的「處委會」委任下，吳振武擔任「保安委員會」總指揮，起初「處委會」仕紳派打算把謝雪紅的「作戰本部」納入管理，試圖奪取該組織的民兵指揮權，但謝雪紅並不想跟他們合作。在中共台灣省工委張志忠以處委會的部分人士具有聲望與影響力，可用於籌措物資為由，成功勸說謝雪紅交出武裝團體指揮權並加入「處委會」，成為委員之一。而謝雪紅之後也透過「處委會」內部會議操作，防止「處委會」仕紳派進一步對國民黨政府妥協。最終吳振武兼管理學生武裝的「治安隊」總隊長，並由謝雪紅擔任其參謀，民兵武裝部隊司令部就設在吳振武所在的台中師範學校。3月4日上午10時，台中水湳「第三飛機製造廠」（臺中水湳機場）少將廠長雲鐸與民軍吳振武、謝雪紅談和協商，並約定在3月6日交出武器和營地，此時台中市區以及近郊悉數為民軍控制。
吳振武因為接受仕紳派洪炎秋建議，對於武裝抗爭持消極態度，儘管他的「保安委員會」負責整合各路武裝，但也沒什麼實質進展。對於吳振武的不作為，本為其部下「民主保衛隊」的參謀，且當時為左翼人士鍾逸人很不滿。隨著4日埔里隊佔領了國軍的「干城營區」，獲得大量軍資，鍾逸人便與同為「民主保衛隊」幹部的呂煥章，率領一部份「民主保衛隊」移往干城營區，準備進一步整合各路武裝，而其他武裝團體也為了指揮系統整合，以及方便整備武裝，也開始逐步在干城營區集結。而干城營區原本是日軍第八部隊營房，故當時這些民兵團體又被統稱為「第八部隊」。而剩下一部分「民主保衛隊」仍留守台中師範學校。
處委會的台中仕紳們很快就與謝雪紅等左翼人士發生路線衝突，處委會多數仕紳主張採用溫和的方式處理時局，他們主要將武力作為治安維持，而非向政府抗爭的手段，並試圖透過妥協和解、息事寧人的方式來減少官民間的摩擦，這讓謝雪紅和其他激進派成員大感不滿。3月5日上午虎尾、嘉義、高雄、台北各地的民軍都向台中「處委會」尋求支援，但處委會並沒有給予幫助，而謝雪紅反讓自己的「作戰本部」提供幫助，沒有多少兵力的謝雪紅，只能將彈藥交付支援給嘉義、台北等其他地區民兵作戰，甚至同日下午謝雪紅另組「特別志願隊」支援虎尾機場的戰鬥。吳振武、謝雪紅兩人對武裝路線也發生衝突，謝雪紅曾經多次找吳振武商談之後作戰規畫，但吳振武都躲藏不見，對於吳振武的態度，謝雪紅私下批評他是「怠工」。6日上午謝雪紅帶著鍾逸人前去找吳振武商談借取槍枝來武裝隊伍一事，也被吳振武給斷然拒絕，這些衝突都使謝雪紅後悔交出「作戰本部」民兵指揮權。根據楊克煌回憶，早在5日下午鍾逸人就曾向謝雪紅表達，說明自己想把干城營區的各路武裝隊伍整編為「二七部隊」，擴大武裝力量的意圖，並希望謝雪紅領導。

## 成立

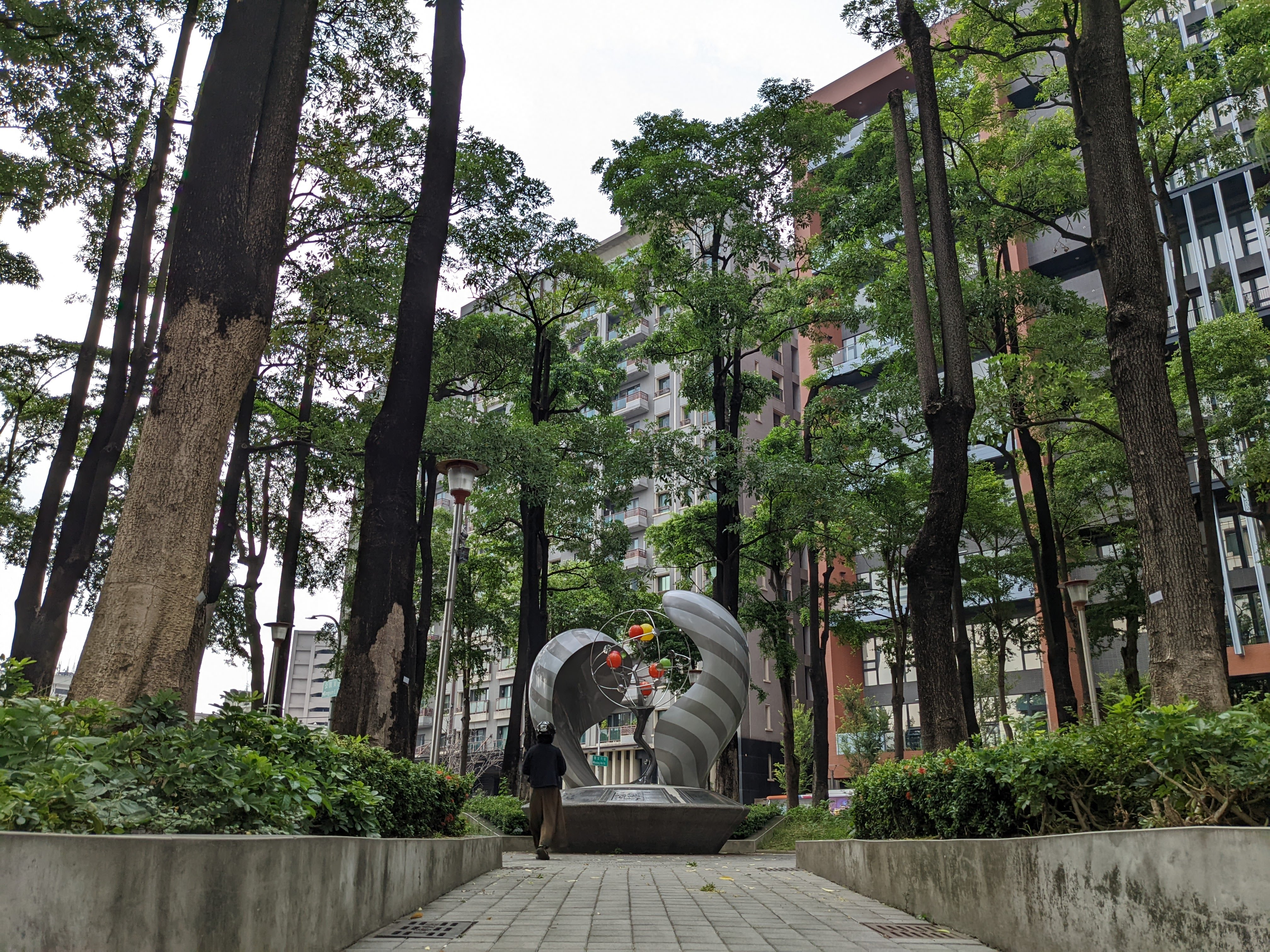
台中市干城營區舊址的二七部隊紀念碑。

3月6日，張志忠因嘉義5日向台中求援未果，親自來到台中並建議謝雪紅挑選最精良的自發群眾，組織自治軍。而謝雪紅在加入臺中處委會之後，也不滿對武裝隊伍「兵權」的影響力下降，決定另起爐灶。同日下午謝雪紅將集結在干城營區的各隊人馬共四百餘名青年、學生，與二戰後退伍的台籍日本兵等改組為「二七部隊」，命名緣由是紀念2月27日台灣同胞被殺的日子。謝雪紅自任總指揮，由鍾逸人擔任二七部隊的部隊長，古瑞雲為副官。其他職務分配上楊克煌、李喬松、林兌任參謀，蔡鐵城為宣傳部長、參謀長黃信卿負責管理錢及軍糧，何集淮負責祕書處，而石朝耀為聯絡官，黃金島為警備隊長，吳金燦任自動車隊長，盧伯毅、吳崇雄、周秀靑、林大宜為中隊長，吳崇雄兼任軍醫救護，吳盤銘擔任炊事部長。
6日晚上，發生了台中「治安隊」」總指揮吳振武槍擊受傷事件，另一說這件事發在在5日或7日晚上，吳振武因傷棄職而退出武裝機構，迴避了與謝雪紅在武裝路線和「兵權」上的爭議。處委會內部透漏是因為吳振武自己在擦槍時不小心誤擊而受傷。而當時左翼激進派，從吳振武手下呂煥章得知一些消息，認為此舉是台中處委會的仕紳們有意透過吳振武暗殺謝雪紅，但吳振武透過自殘而退出「治安隊」，來逃避這份暗殺謝雪紅的指示。而吳振武好友高兩貴則是事後回憶中說，當時吳振武身兼台中民兵總指揮，但他知道繼續領導民兵下去遲早發生問題，因此就決定自己打傷自己，讓自己可以明哲保身從這困局脫離。而隨著吳振武的退出，他旗下「民主保衛隊」原本的台中師範學生，由部下呂煥章帶領下改編為「中師隊」併入二七部隊。而吳振武名義下另一支武裝隊伍「台中農學院隊」，因為二七部隊濃厚的左傾色彩而不願加入。

### 組成
二七部隊的基本隊伍主要分成兩類，一類是學生軍，其中有建國工藝學校學生隊，該校校長是謝雪紅，該校學生隊由教師李炳崑帶領。又根據李碧鏘口述，謝雪紅的兵力僅靠建國工藝學校的學生，年歲只有十四、五歲左右，然而該校學生隊是全部學生隊人數中最多的。此外還有此外還有何集淮與蔡伯壎的中商隊（台中商業學校學生隊）、呂煥章的中師隊（台中師範學校學生隊），臺北延平學院南下的學生，以及包含後來加入的農學院陳明忠等人。另一類是青年軍，他們多數曾擔任過台籍日本兵，其中有黃金島的警備隊（獨立治安隊）、黃信卿的埔里隊餘部、黃文輝的嘉義隊、林大宜從農村招募當過日軍的農民。二七部隊共設有五個中隊、一個自動車隊、一個警備隊，二七部隊旗下各小隊各有二十二個，每一小隊不過二十人左右，整個二七部隊全隊最多也只有四百多人。
在這些隊伍裡頭以何集淮、蔡伯壎為首的「中商隊」、以呂煥章為首的「中師隊」、以李炳昆為首的「建國工藝學校」、以及由張志忠特別派來支援謝雪紅，而以黃文輝為首的「嘉義隊」等幾隊被謝學紅等人視為核心部隊，這些幹部或是領頭老師不僅是謝雪紅的核心團隊成員，有些成員還是中共地下黨黨員或左翼支持者，如曾永賢等人。然而除了這些帶頭幹部以外，謝學紅和其他核心成員主要負責宣傳、後勤等文職工作，隨著後期二七部隊進入埔里以後，軍事工作比例越來越重要，謝雪紅的文職核心人員的作用也跟著下降。甚至可能在謝雪紅的特意下，她有意讓自己的文職核心成員與二七部隊等領導軍官包持距離。而儘管副隊長古瑞雲是她找來確保二七部隊掌控權的人，屬於謝雪紅人馬，但他並不是謝雪紅的核心人員。
二七部隊裡的各小隊一開始都是群眾自發成立，主要是一支青年、學生軍，並不是共產黨所組建的黨軍。然而因為其中一些小隊的領頭幹部具左傾色彩，且和謝雪紅有密切關聯，就算有些成員並無政治色彩，但他們多數也不反感左翼思想，因此二七部隊就是左翼和一些不反感左翼的群眾組成，他們在當時的多數台中市民眼中被視為「紅軍」。鍾逸人在回憶錄也提到，當時二七部隊被外人認為共產主義過於濃厚而被針對，尤其是二七部隊成員所戴的戰鬥帽帽徽是一枚紅星，還有不少人弄了紅領巾披在脖子上，更讓外人聯想是支紅軍。而當時台中仕紳林獻堂也在3月8日的日記中，也認為二七部隊就是謝雪紅、鍾逸人等人建立的「共產軍」。
|                                      | 洪炎秋三時餘來，報告謝雪紅、鍾秋生等組織共產軍，約有千餘名，鎗枝三、四百，一旦暴動勢甚難制。 |
| ——林獻堂《灌園先生日記》，1947-03-08 |                                                                                              |

### 武器和操典

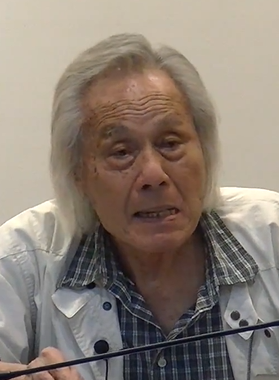
二七部隊第一任部隊長鍾逸人晚年的照片。在二七部隊初期，部隊的武器除了繳獲之外，還依靠鍾逸人找出日軍儲存倉庫，使部隊獲得大量日式裝備

在原本二七部隊成立之前，各個小隊在初期從學校、攻佔的警察局、軍營奪得不少武器，當「空軍三廠」與民兵議和後，鍾逸人與裡面的軍醫勾結，偷偷把軍械槍枝運出，武裝二七部隊。根據當時的林獻堂估計，二七部隊擁有三、四百枝槍枝，但鍾逸人則回憶當時二七部隊擁有長槍約有千餘支，手榴彈兩萬顆。而鍾逸人進一步說明，他過去曾經跟前日軍「誠師團」第8飛行師團參謀長岸本重一認識，這位日本軍官曾把標註日軍武器儲存位置的地圖偷偷給了鍾逸人，因此後來二七部隊成立後，身為隊長的他派出直屬的自動車隊，由隊長吳金燦依著地圖分赴各地，一車車把武器運回二七部隊，因此不僅讓二七部隊有足夠武器，也有多餘的武器可以支援到板橋、虎尾、斗六和嘉義地區，如3月6日嘉義張志忠來訪，鍾逸人就派部分人員和武器南下嘉義支援。因為鍾逸人過去因左翼思想而被日本政府特高警察盯上，歷史學者吳昆財推測日軍軍官故意留給鍾逸人武器的地圖，是有意在台灣引起國共內戰。
在擁有大量日式軍械後，二七部隊完全依照日本陸軍制度分發，包含編制、軍紀、口令都完全參照日本陸軍的規定。因此二七部隊穿著接收之日本軍服、用日式三八式步槍、以日語傳號令，因為這些青年們在二戰時期多數受過日式學校的軍事訓練，也都能適應這些規定。二七部隊的青年們具有很高的士氣，但他們幾乎也沒有實戰經驗，更缺乏組織的強制力，這點被視為致命的弱點。尤其是這些青年實際上沒有從軍過，不知軍令的重要性，曾經就有衛兵站哨時擅離職守，跑去跟女生聊天。二七部隊的成員既是自由參加，也就可以自由離開，成員要不要聽從命令，還要看個人有無意願。因此撤退到埔里時，全軍就四百餘人減員至不到兩百人，一到戰場上遇到緊要關頭，減員就更為嚴重。關於兩軍的評價，參與者陳明忠認為，在戰鬥時國軍怕民軍，而民軍其實也怕國軍，只是國軍怕的程度比民軍大而已。
因為二七部隊裝備大量日械武器，成員有很多曾經是台籍日本兵。因國軍在抗戰時受到日軍沉重的打擊，對日軍戰力比較敬畏，二七部隊利用這一點，主動散播部隊內有大量殘餘日軍，潛伏在二七部隊指導作戰的謠言。加上二七部隊的學生兵在二戰後期受的軍事訓練，二七部隊無論是口令、戰術、操練都與日軍無異，更加坐實謠言的真實性，企圖加深國府官兵心中的恐懼。據黃金島回憶，在移師埔里的時候，成員故意在理髮店和市場散佈二七部隊內有日本軍人的假消息。二七部隊解散後，第一任部隊長鍾逸人被政府逮捕審問，其中就被問過「二七部隊是否有日本軍人的問題」。
在台中期間，二七部隊曾經試圖操作機場的兩門高射砲，但因無把握不敢發射，且砲彈鎖在倉庫裏，時間匆忙也來不及打開，所以該炮就沒用。另外二七部隊在台中女中校園發現一輛日軍棄置許久的戰車，部隊長鍾逸人曾經試圖找人維修，但缺乏零件。在台中機場也有留下飛機，屬於練習機，都因無法修復而棄置。

## 備戰
謝雪紅曾在6日上午因急需武器武裝部隊，與負責台中「義勇警察中隊」何鑾旗在「作戰本部」辦公室對於武器問題發生嚴重衝突，性格暴躁且有流氓背景的何鑾旗盛怒下舉槍瞄準謝雪紅，幸好謝雪紅身邊的友人高兩貴及時搶下手槍，救了謝學紅一命。因為何鑾旗放話要殺謝雪紅的舉動，讓她感到人身安全受到威脅，6日下午謝雪紅來到干城營區後，便把辦公地點從「作戰本部」和大華酒家的居所，都搬至干城營區並尋求二七部隊保護。而之後謝雪紅若出席一些會議場合，都會帶著二七部隊衛兵偕同。同在6日下午，在謝雪紅的要求下，二七部隊埔里隊的黃信卿成功逮捕以蔡志昌為首的軍統特務份子四十多名，並將之拘禁於台中監獄，這件事也引發埔里當地不願捲入政治鬥爭，而召回埔里隊大部分成員解散，僅有少數成員如黃信卿等人留下。
3月7日，二七部隊正式成軍消息傳播開來，有其他的隊伍前來加入，進駐「干城營區」，同時隊員們整備彈藥、機槍、迫擊砲等，並整修機場，還佈置崗哨和整備武器以備作戰所需，準備大規模作戰。然而儘管此時台中地區的所有官方機構都在處委會的掌控之中，但針對下一步行動卻陷入爭執，仕紳一派主張靜待台北處委會的指示，另一派左翼派則是認為應該擴大組織，徹底展開武裝鬥爭。同屬左翼陣營卻與謝雪紅不同派系的楊逵，他在3月8日發表文章鼓吹下鄉組訓武裝團體，藉此開拓武裝行動之兵源，學者楊翠是楊逵的孫女，她認為儘管楊逵本身沒有參與二七部隊，但是他在背後協助推動，甚至印傳單鼓勵民眾參與。3月8日處委會選舉「執行委員會」十五名，其中謝雪紅和吳振武被選入執行委員之一。3月9日「執行委員會」開會，因吳振武受傷，結果當天謝雪紅帶著鍾逸人和二七部隊衛兵偕同開會，會中鍾逸人與仕紳派委員莊垂勝因物資問題發生激烈衝突，兩派不歡而散。
根據當時擔任警備隊隊長黃金島的說法，在干城營區期間部隊任務單純，因為治安良好，僅是派員出來巡邏即可。當時部隊主要負責發號的都是副隊長古瑞雲，因為鍾逸人經常嘉義台中兩地各處跑，一些幹部都不清楚隊長鍾逸人都在負責什麼，黃金島也曾在回憶錄中批評鍾逸人的部隊長「有名無實」。而在部隊事務上，鍾逸人又與謝雪紅發生路線上的衝突，雙方無法調和，謝雪紅堅決與國府武裝對抗，而鍾逸人則是主張以武裝爲後盾，迫使國府退讓，追求台灣自治。

### 國軍南下
隨著這個時候頻傳國民黨援軍即將登陸來台的消息，因此處委會的組織活動逐漸減少，只剩下二七部隊仍舊堅持武裝鬥爭的路線。而在吳振武傷退之後，仕紳派林獻堂擔心處委會內部因責權不清、力量分散會受左派勢力所乘，準備選出一位市長統帥消防、警察、治安隊等力量來維持治安，確保衝突不再升級。3月11日，在得知國軍即將抵達台中後，台中處委會仕紳準備讓前任市長黃克立再度出任市長，儘管謝雪紅在會議中當場拍桌反對，但處委會仍就通過這項決議。甚至台中當地的仕紳，包括市參議會議長黃朝清等人，因為台北處理委員會已宣告解散，出於恐懼，對外也宣告把台中處委會與治安隊解散。
另一方面，二七部隊不認同處委會的決策，為了尋求突破，召開了緊急會議討論戰略問題。在會議中部隊長鍾逸人的戰略是「派軍駐守大安溪和大甲溪的隧洞口和鐵橋下，主要在狙擊乘火車南下的國軍，並用飛機、戰車發起攻擊」。在之前為了防止國軍沿著鐵路南下，部隊長鍾逸人已經事先派遣施部生、呂煥章、盧伯毅等人準備炸藥，分別駐防在大安溪頂、縱貫線鐵路山洞口前的鐵橋下，準備待火車過橋時爆破。然而警備隊長黃金島等人有不同看法，認為運用飛機、戰車的戰術無疑是意想天開，二七部隊技術、維修能力不足，那些被遺棄的戰車、飛機無法操作。黃金島的看法則是「我們只有幾百人，實力有限，如果繼續留在平地與國民黨軍隊對抗，會造成很大的傷亡，並可能殃及無辜鄉親。我認為最好的方法是保存實力，利用對我們有利的地形地物，撤退到埔里繼續打游擊戰」。二七部隊屬於合議制，經過主要幹部開會的共識決，決定撤退至埔里，繼續反抗事業。

## 轉進埔里

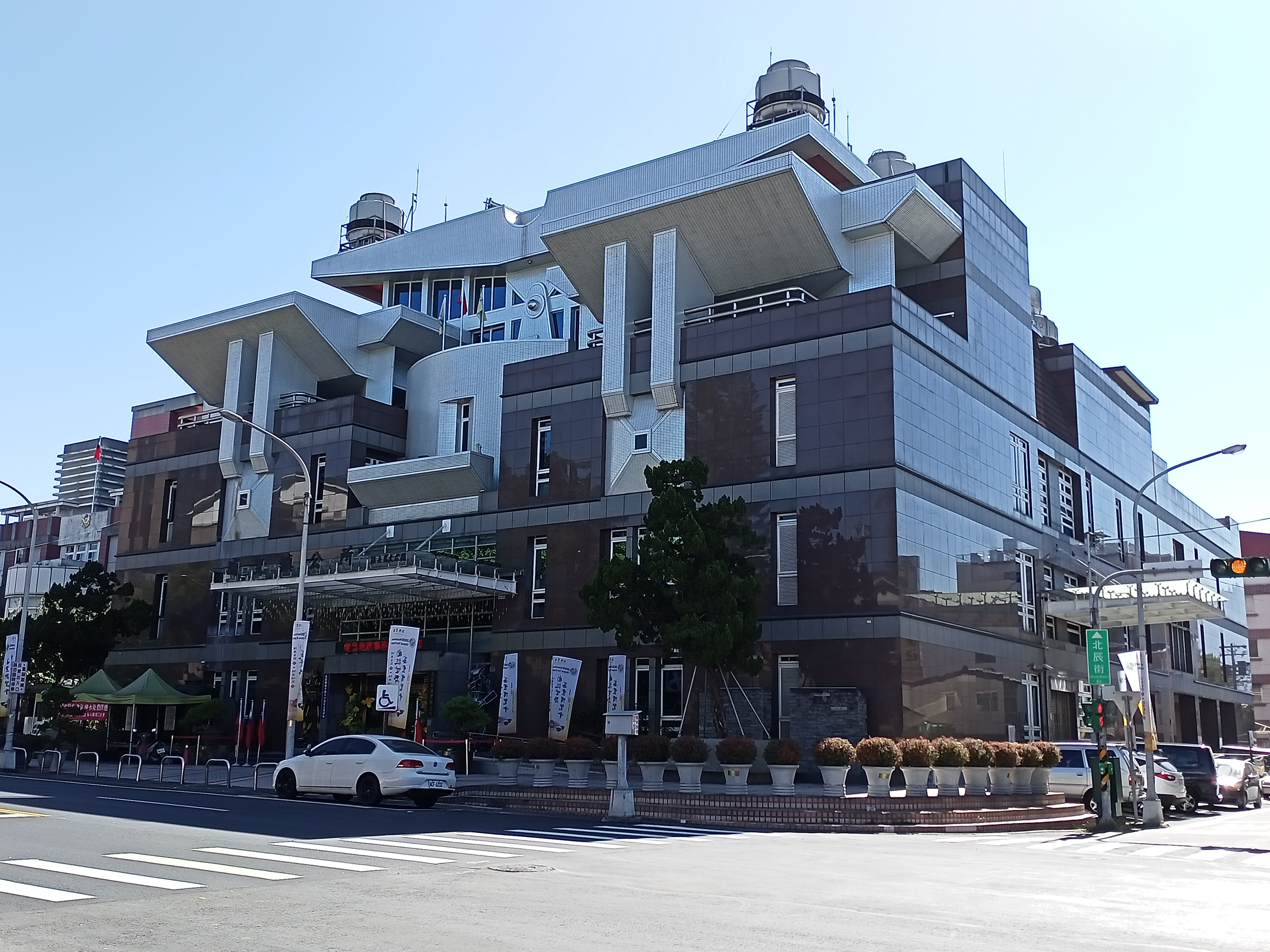
二七部隊指揮總部埔里武德殿的舊址，今日已被改建成埔里鎮公所。

因得知國軍整編第二十一師已進逼台中。而當時已全盤控制台中市警、政、軍機關的二七部隊為避免與國軍於台中市區戰鬥而波及市民。3月12日早晨，古瑞雲照例集合隊伍點名，然後傳達謝雪紅撤退到埔里的命令，在中午的時候謝雪紅再度跟幹部提起撤離之事，並預定下午三時出發，並要隊員準備車輛。二七部隊找來3輛公共汽車和多輛卡車運送二七部隊一百多人，於傍晚來到埔里，並將武器、彈藥、糧食、車輛等物資暫時集結於埔里國民小學。到了埔里後謝雪紅對部隊發表演說，鼓勵士氣。謝雪紅還另外讓李喬松找來兩輛卡車，把干城營區和教化會館內的軍毯、軍裝、軍鞋、蚊帳和襪子等物資帶走，帶去埔里賣掉充作軍資。到了埔里後楊克煌請李韶東盡快返回台中找中共地下黨聯絡員謝富，求助軍用資金與指示。
3月13日上午，謝雪紅對全部隊員發表演講，除了慰勞、鼓勵外，她着重强調要爲自由民主而奮鬥到底。隨後部隊把指揮部從埔里國小移到埔里武德殿（現埔里鎮公所位置）。謝雪紅為了和嘉義地區張志忠領導的「台灣民主聯軍嘉南縱隊」遙相呼應，在會議中宣布把二七部隊改名為「台灣民主聯軍」。對軍事外行、沒有軍事經驗的謝雪紅，在二七部隊之中對於軍事行動很少發表意見，此時她主要忙於拉攏當地仕紳，一邊忙於募兵。為了號召更多埔里當地人參加，謝雪紅和蔡鐵城等人分乘兩輛卡車到埔里鎮內各地四處去宣傳演講。宣傳部長蔡鐵城原是和平日報台中總社採訪主任，他在車上賣力演講，說明該部隊遷入埔里的任務，並號召埔里鎮民同心協力抵抗國軍第二十一師，結果群眾反應熱烈但募兵成效不佳，因當地人也深知當前二七部隊前景黯淡。部隊進入埔里後局勢有大變化，國軍整編21師的接近，被迫撤退至埔里的部隊人數僅有百來人，造成士氣嚴重影響。而謝雪紅此時留在埔里，讓部隊士氣有個很大的穩定作用，讓隊員都產生「難道自己不如一個女流」的自省。在武德殿時，當時陳明忠的床位睡在謝雪紅和楊克煌床位旁邊，他回憶那時很多二七部隊幹部都來找謝雪紅和楊克煌討論工作。
因為原本二七部隊很多學生都已經返家，真正跟二七部隊進入埔里的學生並不多，合計起來約150以上，不到200人，其中多是中商、中師、中一中的學生。3月13日下午五點半，國軍二十一師先遣部隊開抵台中，並侵占民間店鋪與住宅以為營舍。然而二七部隊隊長鍾逸人13日不在埔里，根據他的說法，早上他帶著三位在二七部隊中從事醫護的女學生前往草屯，讓她們返回嘉義家鄉，之後他還去一趟台中觀察國軍的入城狀況。對於隊長鍾逸人在緊要關頭不在之事，部隊不少人很不諒解。

### 退或守
3月13日晚上，因二七部隊屬於合議制，隊中幹部對於之後的作戰方針發起討論，當時的討論重點是要固守埔里，還是進一步退入更山區的霧社發展根據地。主張固守埔里的一派認為，利用烏牛欄橋有利地形堅守，真的守不住還可以往嘉南一帶流竄，並認為退入霧社是利於防守，但補給和退路會有很大問題。另外如果退入霧社，也要當地原住民願意合作才有可能性，目前這點尚未確定。經過幹部們討論，逐漸多數同意先行固守埔里的戰略。決定好戰略後，因隊長鍾逸人一直不在，便由副隊長古瑞雲來安排防守線的佈署，而警備隊長黃金島曾探查烏牛欄橋地形，隨後由古瑞雲與黃金島兩人研究下完成了該處的防線安排，守衛烏牛欄橋的任務也交給黃金島。

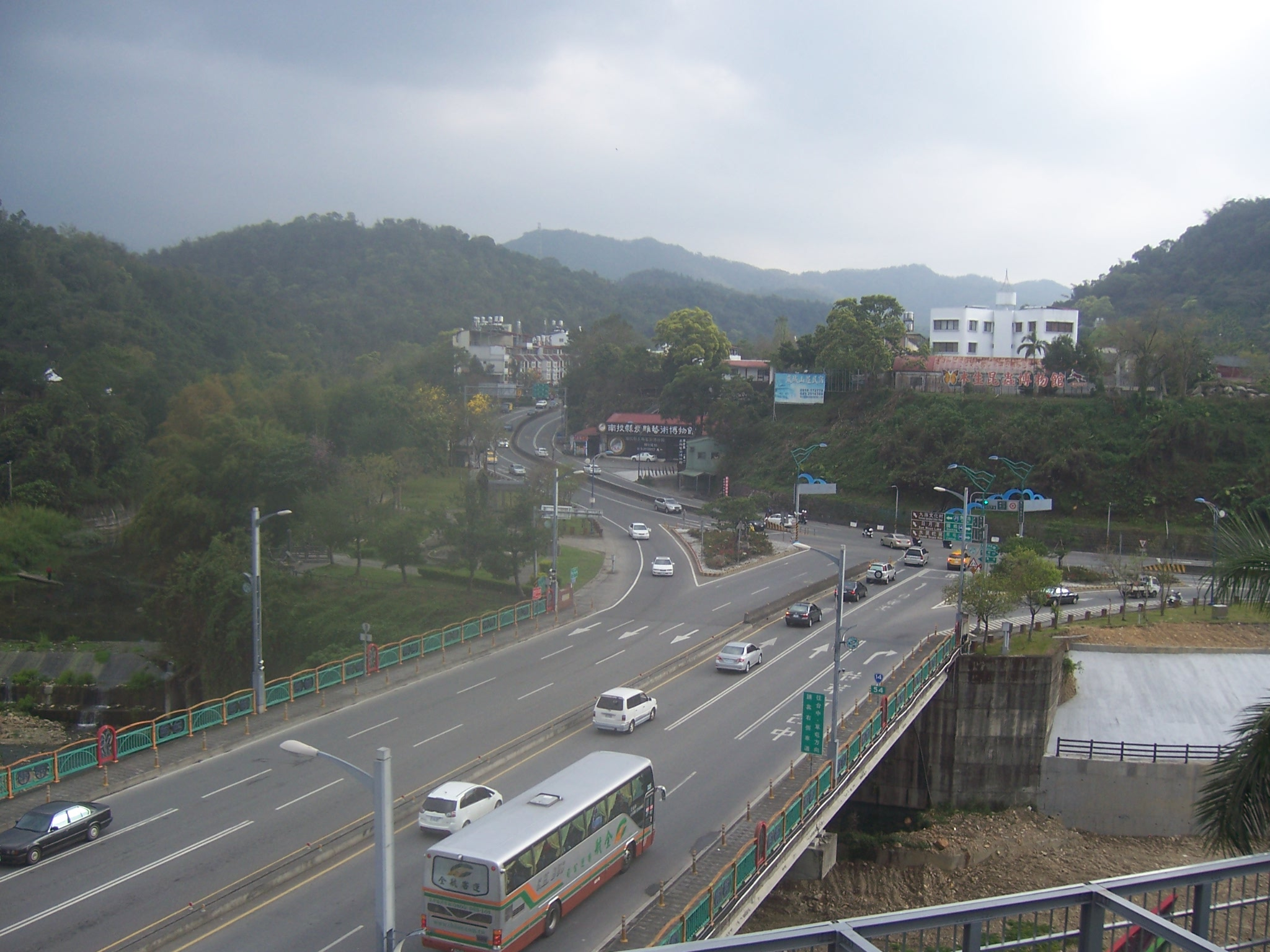
二二八事件之烏牛欄之役古戰場今日模樣，該處是扼守進入埔里的重要通道。

3月14日，謝雪紅為了確認霧社這條退路是否可行，並評估霧社可否發展為根據地，她一大早就坐車帶著曾永賢等共八人，親自強往霧社與當地鄉長相談，希望可以獲得協助，遭到拒絕。同時謝雪紅也求見下山家族的下山一及其弟下山宏，並勸請下山一等人以霧社事件的精神加入其反抗政府的行列，但也遭到拒絕。
隊長鍾逸人從台中回來，他在同日八點召集部隊幹部開會，出席者除了鍾逸人，還有古瑞雲、楊克煌、蔡伯壎、呂煥章、何集淮等八、九個人，會中鍾逸人表示國軍太強大，提議解散二七部隊，但遭到大多數與會者反對。鍾逸人隨即離開現場，自行離隊，之後在場幹部推選副隊長古瑞雲繼任二七部隊隊長。在鍾逸人離隊之後，他的親信兼部隊參謀長黃信卿也差不多時間離隊，而在之後的戰事準備，皆是古瑞雲他幾乎負責實際的調度任務，成為部隊領導者，並由蔡鐵城擔任部隊參謀長。
謝雪紅曾經把募款所得的十萬元支票，交給鍾逸人，要他去銀行領錢作為軍資買糧食。鍾逸人13日前去台中時，也順道領了這筆錢，但14日離開部隊後並沒有把這筆糧款交出。儘管事後鍾逸人在回憶錄提到他曾把五萬元轉給古瑞雲，但古瑞雲否認有這件事，並說當時二七部隊糧食不足，只能拿謝雪紅在埔理賣軍襪軍裝的五萬元軍資款項應急，部隊解散後這餘款四萬元都還給謝雪紅。而倖存者黃金島和陳明忠也都控訴鍾逸人捲款的行為，並證實當時二七部隊缺錢買青菜，只能吃罐頭。這筆下落不明的十萬元日後也被成為謝雪紅在大陸被鬥爭的理由。
同日中午謝雪紅結束霧社的拜訪開始回程，她們順道回程考察了萬大一帶山區，評估撤退方案。儘管謝雪紅沒有完成達到目的，但霧社有十多位原住民青年願意下山響應參戰。然而，因為謝雪紅這趟霧社之行並沒有事先告知古瑞雲等幹部，在國軍即將壓境的陰影，以及不知謝雪紅去向下，一些部隊成員人心動搖而離隊，如中隊長周秀青、吳崇雄等人便先行離開。

### 轉折
此時國軍21師146旅436團之一部（兵力800人）進駐草屯，並繼續前進至水里龜子頭地方，企圖向埔里推進，二七部隊打算派兵伏擊。下午四時，正當古瑞雲召集全體隊員，準備做戰前動員士氣時，恰好謝雪紅等人從霧社、萬大返回二七部隊。謝雪紅隨即上台演說鼓舞士氣，還提起霧社原住民青年已下山參戰，大大振奮軍心，謝雪紅讓陳明忠帶領這些原住民青年。謝雪紅演說完後不久，便收到中共工委會派聯絡員謝富前來埔里的消息，便與楊克煌在二七部隊指揮部埔里武德殿與謝富會面，謝富當面向謝雪紅傳達工委會要求地下黨員退出二七部隊的運作，要求適當的時候把部隊解散，來保存實力。謝雪紅和楊克煌收到消息後，雖然尚未離開埔里，但兩人搬離指揮部武德殿，開始打包行李做準備。部隊長古瑞雲目擊到謝富與謝雪紅的會面，但尚不知情的他對於謝雪紅和楊克煌離開武德殿的行為感到不解。
下午五時，二七部隊黃文輝率領分隊出擊，打算中途埋伏截擊國軍，該夜晚二七部隊黃文輝等人就在埔里「觀音橋」兩邊的山腹埋伏了一夜，卻不見國軍前來，才知道己方行動已經洩漏。顯示國軍的搜集軍情工作就做得比二七部隊高明得多。他們對民軍的行動、兵力佈置瞭如指掌，而民軍則否。3月15日，另一路國軍部隊（兵力一個營）由二水經集集前進至水裡坑（今南投縣水里鄉），並佔領日月潭與門牌潭兩發電廠。又一路國軍部隊（兵力一個連）試圖經由魚池地方包圍埔里。國軍分路夾擊二七部隊，並縮小包圍圈，此時埔里對外通道均為國軍封鎖。，3月15日下午古瑞雲指揮了何集淮帶領的中商隊，以及呂煥章帶領的中師隊繼續攻佔了埔里的能高區區公所、警察局和郵電區等。
而在收到謝富指示的一天後，謝雪紅和和楊克煌在3月15日傍晚也決定離開二七部隊，她把工委會消息傳達給部隊長古瑞雲，要求他在適時解散隊伍，並說她們之後準備去竹山躲藏。隊長古瑞雲對此大受震撼也很失望，但古瑞雲並沒有聽從謝雪紅指示解散二七部隊，他仍對不知情的部下鼓舞士氣，準備抗戰到底。謝雪紅和和楊克煌沒有與部隊成員一起戰到最後，也因為如此二七部隊一些成員有感受到被「拋棄」的感覺，如部隊長古瑞雲感覺頓時失去精神支柱，茫然不知所措。而謝雪紅從原來鼓舞青年士氣、分析軍事地形，為部隊找後路，讓青年們深刻信賴的領導者，因聽從中共指示做出離棄正出生入死中的戰友們的這個政治抉擇，究竟是一個革命者需遵從黨的指令的紀律表現？還是對青年民兵戰士們的背叛？在幾年後在中國的三反五反運動中，謝雪紅因離隊此事，被冠上「二二八逃兵」這個罪名而被批鬥。另一方面，同樣也是二七部隊參與者的陳明忠認為：「如果是接到謝富通知才離開，她是英雄，如果之前就離開，她是逃兵。」而另一位二七部隊成員蔡伯壎則說，當時不覺得自己被謝雪紅「拋棄」，甚至認為在危急時刻「大家逃命是應該的，有了命才有辦法繼續做事」。
學者林瓊華認為，若從為人民尊嚴而戰的戰士立場而言，謝雪紅確實是背棄士兵的將領，但站在集體作戰政策中的秘密地下黨一員的立場，忠於黨的指令的謝雪紅，則又無疑是被中共背叛。學者林瓊華進一步表示，當時中共研判二七部隊人數無力對抗國民黨軍隊，下令解散，謝雪紅身為組織成員雖遵守上級指示離去，「但對之後行蹤也有交代，並非如『逃兵』一詞所顯示的膽怯與不負責任」。謝雪紅離隊對於二七部隊士氣上來說相當致命，隨著謝雪紅離開，許多她帶過去的幹部和人馬也紛紛離隊，部隊因此人數銳減，以至於古瑞雲開軍事會議時全隊僅剩幾十人，留下的隊員們也對於未來感到茫然。

## 燃盡

### 夜襲日月潭
此時國軍整編二十一師主力進攻埔里在即，又得到國軍另一路已進駐日月潭涵碧樓，準備從魚池夾擊埔里的消息。古瑞雲和蔡鐵城討論後決定在決戰前肅清後方的國軍據點，以免背面受敵。他們計畫組織一場針對魚池、日月潭的突襲行動，古瑞雲計畫由自己率領「中商隊」、「中師隊」、「嘉義隊」和臨時成立一個「突擊隊」發動攻擊，「突擊隊」由台中農學院學生的陳明忠擔任隊長，副隊長由「中師隊」隊長呂煥章兼任，其餘的「突擊隊」隊員大都是從霧社下來的原住民。「突擊隊」在當時原名「決死隊」，因為隊長陳明忠在數十年出獄後，在受訪時考慮隊名過於刺激，對外都宣稱是「突擊隊」。古瑞雲把人員分成三隊，一個隊大概十多人。而準備離開謝雪紅和和楊克煌，也跟著古瑞雲進攻部隊順道前去魚池，並從魚池離開二七部隊。
於晚上十時古瑞雲和蔡鐵城率隊四十餘人發動進攻，乘著兩輛巴士前往。由呂煥章攻佔魚池警察所，古瑞雲則徒步夜襲日月潭，但發現涵碧樓該地國軍已經事先收到情資，而撲了空，隨即轉攻門牌潭，進攻戍守在門牌潭發電所的國軍。凌晨二時，古瑞雲和陳明忠在路途中，突遇國軍21師146旅436團第2營第4連在橋樑、防堤設置好的警戒陣地，一當敵人的探照燈打開，二七部隊隨即及時臥倒，而免受到國軍機槍的埋伏打擊。
兩軍發生激戰，儘管進攻方人數多國軍一倍，但因為國軍在機槍的火力壓制下，二七部隊無法動彈。因為橋面已被封鎖，古瑞雲和陳明忠從橋底下涉水迂迴到敵軍陣地左側，古瑞雲命陳明忠率領「突擊隊」發動突擊，自己和其他隊員則投持手榴彈進行火力支援。因為雙方都不知道對方兵力，國軍以為民兵人數高達三百餘人，國軍士兵一聽到民兵「突擊隊」的衝鋒聲，以及在手榴彈的夾擊下，連忙拋下陣地和機槍落荒而逃。古瑞雲和陳明忠帶隊追擊好一陣子，最後因追趕敵兵不及又怕前方有埋伏，而收兵返回。此役國軍小分隊潰退回水里，在本次夜襲日月潭中，二七部隊俘虜三個敵兵和一些戰利品。

### 烏牛欄之役

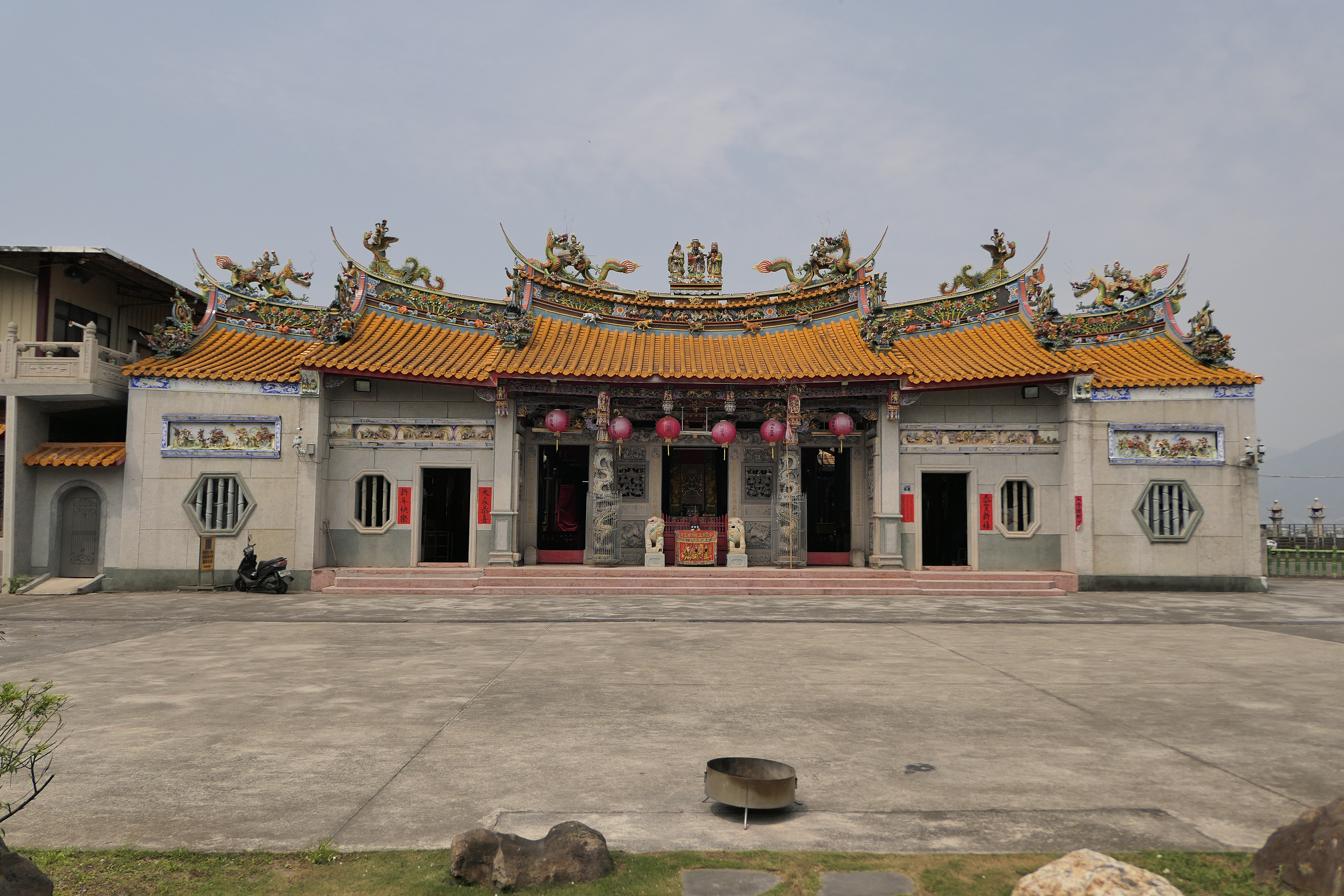
二七部隊在烏牛欄吊橋北側山頭的陣地，是今日埔里醒靈寺所在之處一帶，當時烏牛欄之役第一發警示槍響從這裡打出

當時如果要進軍進入埔里只有三條路徑，其中兩條路徑都會途經烏牛欄，尤其是車輛必須通過烏牛欄吊橋，吊橋橋面又窄。而在烏牛欄吊橋周圍都有適合防守的山頭可扼守該地區，可以夾擊來犯的敵軍，尤其是烏牛欄吊橋南側的小山頭更為重要，是個易守難攻的要點。在二七部隊進入埔里之後的3月13日晚上，古瑞雲與黃金島兩人便對該處地形深入討論，並判斷國軍將會從此處進軍，兩人便決定把埔里主防線設於此處。黃金島受命負責領導並規劃防禦此地區，在他的防守方略中，認為國軍必定在進軍時因輕敵而缺乏警覺，二七部隊守軍將在烏牛欄吊橋南側的山頭佈署主力和集結彈藥，準備從吊橋南北兩處小山，由高而下對過橋的敵軍發動襲擊。隨著3月16日凌晨三、四點古瑞雲和陳明忠率兵從日月潭返回途經烏牛欄防線，陳明忠和其「突擊隊」十餘人並留在烏牛欄防線，並把吊橋北側山頭主要交由陳明忠防守，其他還有一些部隊如「嘉義隊」也守在北側山頭。而黃金島自己率領二十餘人於第一線的吊橋南側山頭堅守。
3月16日凌晨五、六點左右天色剛亮，二七部隊在烏牛欄吊橋北側山頭的哨兵發現國軍21師436團第2、3營約五百人大隊的蹤跡，立即鳴槍示警，開始烏牛欄之役。國軍的情資也顯示烏牛欄吊橋有民兵駐守，因此進軍到這裡時就下車步行，採用戰鬥隊形前進。因為國軍對二七部隊守軍數量和佈署缺乏情資，以為吊橋北側山頭的槍聲是代表敵軍重兵佈署的位置，而疏忽對吊橋南側山頭的防備。槍響後一小時，國軍先遣隊近百人集結在南側山頭的北邊窪地，小心翼翼的緊戒溪北的吊橋北側山頭，完全對身後缺乏警備。二七部隊防線指揮官黃金島他率領十餘名部隊成員偷偷潛伏過去等待時機，首先用手榴彈投向國軍先遣隊陣地，造成大量傷亡，再乘地利之便對國軍發動突襲。
國軍突然遭到襲擊後，開始分兵圍攻南側山頭，而二七部隊北側山頭的守軍也向總部求援。另一方面，古瑞雲返回指揮部武德殿後，沒有發現何集淮、蔡伯壎等人蹤跡，此時指揮部包含自己僅剩二十餘人。然而根據曾永賢的回憶錄，當時他與何集淮、蔡伯壎三人有去參加16日這場烏牛欄之役，只是所屬部隊陣地不屬於黃金島溪南激戰的陣地，所屬防線也無什麼戰鬥也沒什麼傷亡，連對峙都稱不太上，他們可能屬於北側山頭的某處防線。隨著戰鬥打響，當總部派遣十餘名民兵乘著卡車往溪南駛來增援時，卻遭到國軍部署的機槍火力襲擊，二七部隊增援的卡車因而失控墬入路溝，援兵也因為敵人火力強大而無法越過烏牛欄溪，來增援黃金島所駐守的南側山頭。因為二七部隊組織鬆散，隨著戰況激烈起來，一些防線逐漸自行撤離，如北側山頭的「嘉義隊」在中午之後就開始從陣地撤離。

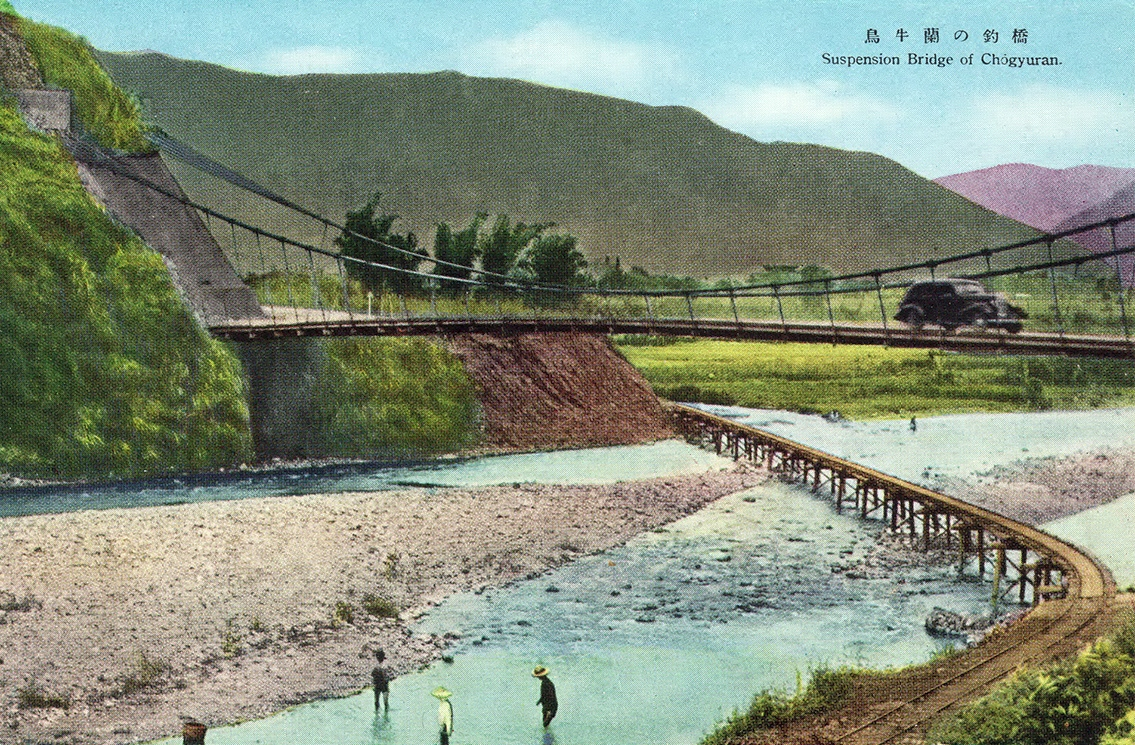
這是一張1930年代的烏牛欄吊橋明信片，此處即為二二八事件之《烏牛欄之役》戰場，圖中可見烏牛欄吊橋上面有汽車在行駛。

#### 突圍
黃金島所率的部隊已經包圍在吊橋南側的山頭上，情勢危急，彈藥也差不多用盡。國軍士兵還把重機槍瞄準橋面，使溪北的二七部隊友軍無法通過橋面增援，溪南的黃金島部隊也無法通過此橋突圍撤退。加上吊橋南北兩側山頭上的二七部隊陣地沒有任何通信管道，黃金島甚至不知道北側山頭的弟兄們是否還守在原處，而增援失敗的援兵也不知去向，因為從一開始警示槍響之後以後就沒有收到北側山頭防線任何動靜，相反地南側山頭防線卻激戰連連。另一方面，二七部隊是靠虛張聲勢才能跟國軍對峙，若時間久了，國軍會很快發現黃金島人數稀少，那局勢會更危險。在此絕望下，黃金島決定帶頭冒死與另一人通過吊橋突圍求援。
下午接近三點，黃金島兩人拚死通過吊橋逃出國軍的火力攻擊，來到溪北的北側山頭的友軍陣地，卻沒找到任何友軍存在，以為他們都撤離了。在震驚和失望下，黃金島和另一人在北側山頭朝敵軍方向開火，打光子彈，假裝有部隊仍存在防守的假象。因為南側山頭的部隊弟兄還在等待黃金島帶援兵救援，他隨即趕往指揮部武德殿求救。然而，黃金島突圍之後，溪南的國軍部隊派出分隊繼續進逼包圍南側山頭的二七部隊餘部，在巨大的兵力劣勢下該處二七部隊成員也被迫突圍撤退，在撤離時有4人陣亡於該處。
當時負責防守北側山頭的二七部隊成員的陳明忠和旗下的「突擊隊」共十二人，他們防守北側山頭至下午四點左右，陳明忠發現國軍子彈竟從自己側翼射了過來，他自己還受了槍傷，這才發現國軍已經從三面包圍山頭攻了過來，陳明忠這驚覺溪南山頭的黃金島部隊餘部已經撤離防線，連忙率領自己的部隊撤退，最後也只僅剩5人跟著他撤出，其他人都失散。同樣也是下午四點左右，黃金島返回武德殿總部，他找到古瑞雲詢問戰情並要求增援，古瑞雲表示他曾經派遣援兵去增援，但沒有收到前線軍情情報回饋。在黃金島強烈要求下，部隊長古瑞雲組織最後剩下十餘名弟兄，攜帶著一挺輕機槍，讓黃金島再度趕赴戰場。而黃金島因為擔心北側山頭已失守，國軍可能沿著大路進軍，他與古瑞雲率領的援軍改走小路前往，因而與撤退的陳明忠等人錯開，當陳明忠返回武德殿總部時，發現指揮部已經空無一人。

#### 四散
古瑞雲陪同黃金島和援兵來到烏牛欄溪溪北，交代黃金島若救援失敗就讓剩下的隊伍解散，目送最後的兵力渡溪後，古瑞雲自知二七部隊已無組織力了，返回埔里準備部隊解散的善後工作。因為黃金島認為烏牛欄溪北側山頭已經沒有友軍了，他率領援軍前往烏牛欄吊橋南側山頭東邊的珠仔山一帶，打算從該處對國軍側翼發起進攻，解救自己的部下。當黃金島來到珠仔山一帶時已經天黑。在夜晚黃金島與其他援軍成員登高觀察，不確定南側山頭自己部下是否還在，下山後聽聞當地居民說二七部隊都已突圍逃離，就放棄救援計畫。這場戰役隨著陳明忠部隊撤離，烏牛欄戰役就已結束，因為二七部隊組織松散，各防線各自為戰且無互相聯絡，隨著二七部隊各防線自行撤退解散，國軍肅清通往埔里的道路，此戰最終以國軍勝利告終，這也是二二八事件中最激烈的一場軍事衝突。
二七部隊在烏牛欄以人數大幅劣勢下的奮戰精神，讓國軍以為二七部隊在烏牛欄迎戰之兵力有三百餘人，加上埔里增援百餘人，以為民兵兵力共四百餘人。實際上烏牛欄戰役民兵僅以四十餘人兵力與國軍七百餘人作戰，然而因為二七部隊英勇的激烈抵抗，讓國軍也小心謹慎起來，而沒有在當天繼續趁勝往埔里進軍。此役傳言國軍傷亡皆近百人，但學者洪敏麟翻查當年文獻資料，認定這場戰役二十一師造成十一死九傷的損失，而二七部隊則有四人陣亡。

## 解散
二七部隊因霧社當地原住民不支持游擊作戰，民軍在埔里孤立無援，又無法與他處隊伍聯繫，又兩軍兵力火力差距過大、腹背受敵，加上彈藥用罄，於3月16日晚間遂行解散，結束了中部地區的武力抗爭。烏牛欄之役戰後，陳明忠等人，因為有不少是霧社原住民青年，便往逃往霧社退去，而何集淮、蔡伯壎和曾永賢三人則是從戰場上退出後逃往東勢。古瑞雲晚上返回埔里後，釋放二七部隊之前所抓住的5位戰俘，也釋放前二七部隊聯絡官石朝耀，他之前被懷疑是中統局特務而被關押。古瑞雲安排好善後工作後，便依循謝雪紅離開前的指示，往竹山逃去。蔡鐵城和呂煥章分別帶兩批人馬，繞過水里往古坑樟湖與陳篡地部隊會師。隨著黃金島於17日早上潛回埔里確認指揮部已經解散的事實後，他也率領剩下的10多位民兵成員埋藏武器，分批逃離埔里。
二七部隊解散後，黃金島和蔡鐵城等人隨後參加陳篡地領導的樟湖「半天山游擊隊」，由蔡鐵城擔任參謀，而黃金島因為過往軍事的經驗和烏牛欄戰役實績，被邀請為實質「作戰指揮」。二七部隊除了有部分人員參加由陳篡地領導的嘉義小梅地區游擊隊，其他人員則是開始逃亡。其中成員謝雪紅、楊克煌與古瑞雲於事後逃亡中國大陸；成員鍾逸人、黃金島則陸續被捕，出獄後參與台灣民主化運動。

### 政府通緝與自新

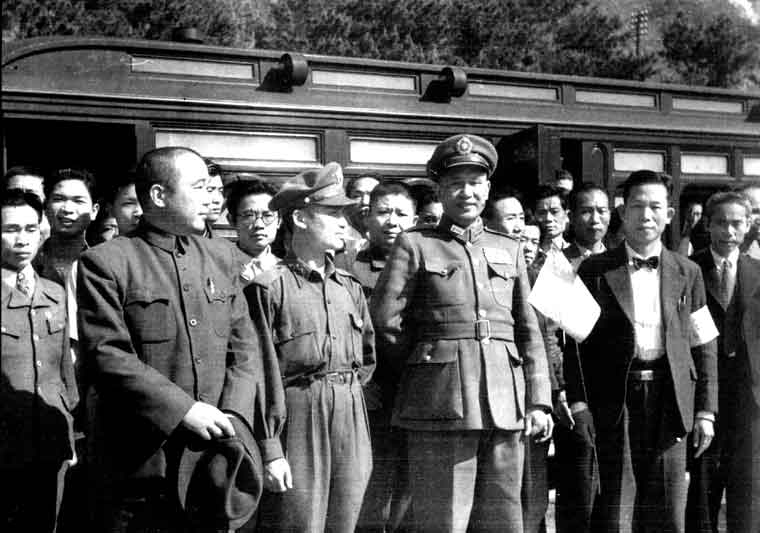
白崇禧以國防部部長之身分赴臺善後。他曾前往門牌潭發電所宣慰，該處曾是二七部隊打擊目標

隨著二七部隊在國軍強大的兵力威壓下四散，政府也開始發起通緝令，懸賞二七部隊相關領導人，其中以謝雪紅為首懸賞台幣五萬元，次要懸賞為楊克煌、鍾逸人、林兌、蔡鐵城各懸賞台幣二萬五千元。另一方面針對二七部隊多數的學生參與者，3月24日國軍整編二十一師與台中省立中等以上學校發表聯合通告，對於二二八事件中參與學生的處置作說明，要求參與暴動的學生，如「二七部隊」等，自首後便不再追究，並要求學生藏有的武器盡快繳交給學校。3月27日，來台宣慰的國防部長白崇禧，宣布中央政府針對全台二二八事件中的學生採取寬大處理，認為這些「盲從」學生應盡快返校上課並自新。4月2日臺灣省行政長官公署公布涉案學生的懲戒標準，針對首謀和情節嚴重的參與者僅是開除學籍，且明令務求開除者人數要少，以顯示政府寬大處置。然而，儘管名面上政府不再追究，但這些自新者之後被列入黑名單，在之後的歲月中備受監視。
儘管政府表面上寬大處置，但二二八事件後社會很多臺灣青年的思想開始左傾，許多二七部隊成員後續也被中共給吸收，參與地下黨組織，因原先就是政府重點監控人物，不少人在白色恐怖中入獄、極刑，如蔡鐵城、呂煥章、陳明忠等。學者蘇瑞鏘表示二七部隊曾有數百名之眾，但爬梳檔案史料、情治機關文獻、《二二八事件辭典》與相關學術著作後，僅能確知五十四人的姓名、經歷與日後遭遇，他們多為男性，少數幾名女性從事醫護工作。在二七部隊宣告解散後，據蘇瑞鏘整理，有些成員選擇自首或自新保命、有些繼續對抗當局、亦有逃亡異鄉者，政治抉擇大不相同，也有半數成員捲入白色恐怖遭捕下獄或被處死。部份成員可能擔憂遭當局報復而選擇自首或自新，代價是往後行動處處遭監控，甚至可能成為「抓耙子」，被迫與昔日同志成為敵人，如二七部隊成員曾永賢因事件後參加中共省工委會遭調查局逮捕，自新後進入調查局工作。

## 相關爭議
對於二七部隊由誰組織，部隊人數，以及是否屬與紅軍，成立日期等議題都存在爭議，眾說紛紜各有理解詮釋。學者林瓊華認為謝雪紅在台中主張武裝抗爭，由她在組織的「二七部隊」過程中，不僅與中共地下黨書記蔡孝乾和副書記兼武裝部長的張志忠保持聯繫，隊伍中也有謝雪紅自己親信的「紅色子弟兵」，如何集淮、蔡伯壎、曾永賢、呂煥章等幹部。當時二七部隊的結構鬆散，隊員可自由加入及退出，很多成員甚至連古瑞雲、鍾逸人與黃金島等幹部階級都是事後才知道二七部隊裡存在這些左翼成員。
根據當時二七部隊部隊長鍾逸人說法，二七部隊絕不是「紅軍」，儘管他很尊重「歐巴桑」謝雪紅，但他個人也不是由謝所領導，二七部隊領導權與謝雪紅無關連。鍾逸人進一步闡述二七部隊是由他自己組織，命名緣由也出自自己，他在自傳中提到，因原「民主保衛隊」領導人吳振武消失，由他接管了部隊，並以此為主幹在干城營區與其他隊伍重組為二七部隊，由自己擔任部隊長，成立的時間是3月4日下午4點，而非多數主流觀點認為的3月6日。關於此論述遭到其他二七部隊倖存者的指責，直指這說法非史實，並說「我們這些熬著活過來的人都還在呢！鍾逸人太性急了…」。學者陳芳明也質疑該說法，並認為吳振武因槍擊受傷而放棄部隊指揮權是3月5日之後，時間不合。當時是謝雪紅和鍾逸人好友的高兩貴，則是認為「二七部隊也許是他鍾逸人發起，但還是謝雪紅作主」。而作家李喬則是否定上述說法，認為二七部隊不是謝雪紅也不是鍾逸人組織，而是當時的民眾和學生們大家共同組織起來的，是民眾因緣際會「眾志成城」共同聚合而揭竿起義。
對於鍾逸人曾提到二七部隊人數有三、四千人的說法，這被其他倖存者給駁斥，如古瑞雲就修正二七部隊在台中點名時僅有四百餘人，進入埔里為兩百餘人。而黃金島甚至批評鍾逸人，認為「歷史怎麼可以『膨風』（誇大）」，並認為他編了一些不實的故事。在數十年間鍾逸人前後提供三次口述歷史，但這三次訪談鍾逸人對於二七部隊人數都有不同的數字，因此學者鍾起岱用這個例子闡述不同時空下的受訪者，其記憶和理解會受不同立場影響，「口述歷史」的真實性值得評估。學者彭瑞金也批評過鍾逸人回憶錄可靠性，直指「缺乏足夠的引經據典的第一手史料，作為說服的有力證據，使得全書最有利的支撐點建築在作者的記憶和誠實上」。

## 評價與影響
由於二二八事件發生當時，台灣中部地區有二七部隊這一支本土武裝部隊以火力進行抵抗，並將開往台中市的大批國軍增援部隊吸引牽制轉往南投山區追剿，使台中市得以成為平民未遭國軍大規模濫殺的城市，如學者陳芳明認為：「在某種意義上，他們的武裝起義或武裝抵抗已經發生正面作用，使民眾死傷特別少」。學者蘇瑞鏘指出，與當時期望透過政治交涉溫和手段解決官民衝突的台中仕紳意見不同，二七部隊代表的是主張號召民眾武力對抗當局。
二七部隊在中國共產黨的歷史敘述中被當作共產黨策動和控制的，是台灣人民反對國民黨暴政的無產階級革命一部分。另一方面，在過去臺灣戒嚴時期國民黨曾經主張二七部隊是共產赤色份子組成，因此從國共內戰的框架來看，國民黨對二七部隊的鎮壓就有其合理性，因為任何一國政府在法理上都有權力動用國家暴力機器鎮壓顛覆政府的武裝反叛。隨著台灣政治開放，社會對二七部隊當時的歷史有新的解讀，民進黨等泛綠政治陣營認為二七部隊當年愛鄉愛土，在亂局中站出來保鄉衛民，彰顯面對不義政權時，人民有抵抗權利。

### 紀念碑
南投縣埔里鎮愛蘭橋頭（前烏牛欄橋所在地）有一紀念二七部隊對抗國軍的《烏牛欄戰役紀念碑》。在2004年由時任南投縣長林宗男，委請藝術家白滄沂設立「圓而不圓」紀念碑，希望在這塊土地上的子民體諒當年環境特殊，宜引為殷鑑，放眼未來，用愛與寬恕，療撫傷痕，追求公義，尊重人權，守護民主台灣，永遠和平。當年指揮二七部隊進行烏牛欄戰役的黃金島，他曾經自豪表示「我們不是打輸，我們是打贏！所以今天才會有這個紀念碑出來！」
2017年，台中市新文化協會認為二七部隊當年愛鄉愛土，在亂局中站出來保鄉衛民，彰顯面對不義政權時，人民有抵抗權利。為表彰二七部隊愛鄉護民，協會推動在台中市干城公園設立《二七部隊紀念碑》，並捐贈給市政府，二七部隊長鍾逸人、警備隊長黃金島到場見證揭碑和捐贈儀式。當時的台中市長林佳龍更表示二七部隊就是「台中精神」。

### 大眾文化
2015年臺灣偶像劇《燦爛時光》背景為日本戰敗撤離台灣開始，表達台灣對「祖國」的殷殷期盼、到破滅、淚水與壓抑，在二二八事件的段落中鄭文堂導演也參考了二七部隊這段歷史，以「二七部隊」為參考藍圖，呈現反抗軍對抗政府軍的場景，儘管劇中出現一名類似謝雪紅的女性角色，她與原住民有合作關係，但在劇中反抗軍卻改寫成為以原住民為主力，錯置了原住民族與平地漢人在烏牛欄之役這場戰役中的角色與關係。
閃靈樂團曾發表多首歌曲，來紀念二七部隊，如《鎮魂醒靈寺》、《暮沉武德殿》、《烏牛欄大護法》，用音樂唱出當年二七部隊轉進埔里武德殿、烏牛欄戰役場景。對此，樂團主唱林昶佐提到這些創作是受到二七部隊歷史所啟發，他曾在2020年當面與二七部隊鍾逸人會面，並親口向他致敬。《烏牛欄大護法》原始版是一首意欲激烈碰撞台灣血汗歷史的抗議作品，閃靈與何韻詩聯手譜出的《烏牛欄大護法—望天版》，就是一首低聲夜語的慰靈曲，兩者以不同曲風、不同視角，來交織那段鮮為人知的台灣過往。閃靈也以二七部隊「烏牛欄之役」為本，將歌曲劇情轉化為文字故事，在與作家邱立崴合作下，發表小說《戰後五七八天》，內容以虛構出少年潘正源，他為醒靈寺乩童並參加二七部隊，當烏牛欄兩軍對峙時，主角其入地府偷生死簿試圖扭轉同伴命運。

## 腳註
1. 1 2  朱浤源、黃種祥 〈駐臺日軍投降後武器外流情況初稿〉《海峽兩岸檔案暨微縮學術交流會論文集》2007年 (2007 / 08 / 01) ，第47頁
2. ↑  褚靜濤 《二二八事件實錄 第2卷》, 第413頁
3. 1 2 3  . 《民傳媒》.   [2023-07-03]. （原始内容存档于2023-07-26） （中文（臺灣））.
4. ↑  行政院研究二二八事件小組，《「二二八事件」研究報告》，第1卷，頁91
5. ↑  .   [2022-02-16]. （原始内容存档于2022-02-16）. （页面存档备份，存于）
6. ↑  族群裂痕加劇重創台灣文化發展 （页面存档备份，存于），黃秀政，新台灣新聞周刊，本土文化事業有限公司，2006-03-01
7. ↑  歷史教學理論與實務 （页面存档备份，存于），第306頁，吳翎君，五南圖書出版股份有限公司，2004
8. ↑  許雪姬、趙麗祝，〈林山生先生訪問紀錄〉《口述歷史》, (3), 1992，第48頁
9. ↑  王曉波，《二二八真相》,第105頁，引用1947年6月1日《論語半月刊》台灣籍洪去火之文章「...光復之後，一般省民對祖國熱愛與日俱減....」
10. ↑  藍博洲 〈楊逵與中共臺灣地下黨的關係初探〉，《批評與再造》12 期（2004.12），第52頁
11. ↑  林正慧 〈二二八事件中的臺灣省工作委員會〉，國史館，第10頁
12. ↑  高小蓬，《台灣省參議會推動地方自治之研究〈1946-1951〉》，第252頁
13. ↑  高小蓬，《台灣省參議會推動地方自治之研究〈1946-1951〉》，第41頁
14. ↑  二二八事件紀念基金會 和平日報 （页面存档备份，存于）
15. ↑  古瑞雲，《臺中的風雷：謝雪紅在一起的日子裡》，第51-52頁
16. ↑  陳翠蓮，《派系鬥爭與權謀政治: 二二八悲劇的另一面相》，第192頁
17. ↑  莊嘉農，《憤怒的臺灣》，第107-108頁
18. ↑  鍾逸人《辛酸六十年: 二二八事件二七部隊部隊長鍾逸人回憶錄》第472頁
19. 1 2  二二八事件紀念基金會，〈臺中師範學校 （页面存档备份，存于）〉
20. ↑  國史館，《二二八事件文獻輯錄》，第402頁
21. ↑  .   [2012-07-09]. （原始内容存档于2012-02-28）. （页面存档备份，存于）
22. ↑  莊嘉農，《憤怒的臺灣》，第108頁
23. ↑  季平，〈中共台湾省工委在“二·二八”事件中的作用与影响〉《上海市社会主义学院学报》2023年第1期
24. 1 2  陳正茂，《臺灣早期政黨史略（一九○○─ 一九六○）》,第167頁
25. ↑  黃惠禎 《左翼批判精神的鍛接》，第217頁
26. ↑  古瑞雲，《臺中的風雷：謝雪紅在一起的日子裡》，第52-53頁
27. 1 2  胡家銘. . 《芋傳媒》.   [2023-07-26]. （原始内容存档于2023-07-26） （中文（臺灣））.
28. ↑  張炎憲《二二八事件辭典 第 1 卷》第132頁
29. 1 2  台灣青年社，〈二二八特集號〉《台灣青年》, (6), 1961，第117頁
30. ↑  陳儀深;潘彥蓉，〈黃金島先生訪問紀綠〉《口述歷史》, (11), 2002，第291頁
31. 1 2  國史館，《二二八事件文獻輯錄》，第408頁
32. ↑  陳彥斌，《暴風雨下的中師: 臺中師範學校師生政治受難紀實》, 第8頁
33. ↑  官鴻志，〈戰士蔡鐵雄〉《人間》,18期, 1987，第83頁
34. ↑  古瑞雲 《臺中的風雷》第54頁
35. 1 2  國史館，《二二八事件文獻輯錄》，第623頁
36. 1 2  楊克煌《謝雪紅與我在二、二八起義前後》二七部隊 （页面存档备份，存于）
37. ↑  藍博洲 〈楊逵與中共臺灣地下黨的關係初探〉，《批評與再造》12 期（2004.12），39頁
38. ↑  陳慧先，〈臺灣原住民與「二七部隊」〉《原住民族與二二八學術研討會論文集》，第47頁
39. ↑  行政院研究二二八事件小組《「二二八事件」研究報告》，第91頁
40. ↑  國史館《二二八事件辭典 第 1 卷》第10頁
41. ↑  張炎憲 《二二八事件責任歸屬研究報告》 第61頁
42. ↑  褚靜濤 《二二八事件實錄 第2卷》, 第353頁
43. ↑  黃秀政 《二二八事件的發生及其對臺灣的傷害》 興大人文學報 Volume 36，第567頁
44. ↑  曾慶國 《二二八現場: 檔案直擊》 第154頁
45. ↑  黃金島《二二八戰士: 黃金島的一生》第100頁
46. ↑  . 人間雜誌社. 1987: 90  [2021-11-16]. （原始内容存档于2021-11-15） （中文（臺灣））. （页面存档备份，存于）
47. ↑  廖建超 〈被遺忘的二七部隊參謀長-黃信卿（上）〉
48. 1 2 3  臺灣省文獻委員會，《二二八事件文獻補錄》古瑞雲先生口述記錄[]
49. ↑  鍾逸人，《辛酸六十年（上）～狂風暴雨一小舟》，第487頁
50. ↑  古瑞雲 《臺中的風雷》第56-57頁
51. ↑  張炎憲《二二八事件辭典》第137頁
52. ↑  古瑞雲，《臺中的風雷》，第54、127-128頁
53. 1 2  許雪姬; 李思儀; 薛宏甫; 李鎧揚，〈憶述活躍的運動家高兩貴--高何謙、高銘堂兄弟訪談紀錄〉《口述歷史》, (10), 2019，第63-131頁
54. ↑  應大偉《台灣人檔案: 浮沉半世的影像與回憶》第8頁
55. ↑  國史館，《二二八事件文獻輯錄》，第384頁
56. 1 2 3 4 5 6 7 8 9 10 11  陳明忠 〈見證二七部隊－二二八證言〉《海峽評論》52期，1995年4月號
57. ↑  張炎憲《二二八事件辭典 第 1 卷》第164頁
58. ↑  臺灣省文獻委員會《二二八事件文獻輯錄》李碧鏘先生口述回憶 （页面存档备份，存于）
59. ↑  鍾逸人《辛酸六十年: 二二八事件二七部隊部隊長鍾逸人回憶錄》第513頁
60. ↑  黃金島《二二八戰士: 黃金島的一生》第229頁
61. ↑  曾永賢，《從左到右六十年：曾永賢先生訪談錄》，第59頁
62. ↑  曾永賢，《從左到右六十年：曾永賢先生訪談錄》，第62頁
63. 1 2  林瓊華 《透光的暗暝: 臺中政治受難者暨相關人士口訪紀錄》第26頁
64. ↑  黃金島《二二八戰士: 黃金島的一生》第112頁
65. ↑  陳明忠 〈訪陳明忠談「二二八」〉《海峽評論》1期，1991年3月號
66. ↑  鍾逸人，《辛酸六十年（上）～狂風暴雨一小舟》，第554-555頁
67. ↑  鍾逸人，《辛酸六十年（上）～狂風暴雨一小舟》，第478頁
68. ↑  鍾逸人，《辛酸六十年（上）～狂風暴雨一小舟》，第498頁
69. 1 2  林獻堂 《灌園先生日記》，1947-03-08
70. ↑  李梅金. . 《台灣好新聞》.   [2023-07-24]. （原始内容存档于2023-09-19） （中文（臺灣））.
71. ↑  朱浤源、黃種祥 〈駐臺日軍投降後武器外流情況初稿〉《海峽兩岸檔案暨微縮學術交流會論文集》2007年 (2007 / 08 / 01) ，第45頁
72. ↑  朱浤源、黃種祥 〈駐臺日軍投降後武器外流情況初稿〉《海峽兩岸檔案暨微縮學術交流會論文集》2007年 (2007 / 08 / 01) ，第46頁
73. ↑  許雪姬，〈鍾逸人先生訪問紀錄〉《口述歷史》, (3), 1992，第46頁
74. ↑  卞鳳奎 〈日本初體驗：日治時期臺灣傳統文人與留日學生的日本經驗之探討〉《海洋文化學刊》，20期 (2016/06/01) ，第167頁
75. ↑  吳昆財、鍾孝瑩. . 《中時新聞網》.   [2023-07-03]. （原始内容存档于2023-07-04） （中文（臺灣））.
76. 1 2  國史館，《二二八事件文獻輯錄》，第626頁
77. 1 2 3  彭振宣. . 《關鍵評論網》.   [2023-07-03]. （原始内容存档于2023-07-03） （中文（臺灣））.
78. ↑  鍾逸人，《辛酸六十年（上）～狂風暴雨一小舟》，第482頁
79. ↑  二二八事件紀念基金會 大華酒家 （页面存档备份，存于）
80. ↑  陳慧先，〈臺灣原住民與「二七部隊」〉《原住民族與二二八學術研討會論文集》，第49頁
81. ↑  國史館，《二二八事件文獻輯錄》，第138頁
82. 1 2 3  曾培強《台灣民主自治同盟案件研究》第22頁
83. ↑  黃惠禎，《左翼批判精神的鍛接：四○年代楊逵文學與思想的歷史研究》，第217頁
84. 1 2  黃韋銓. . 《Newtalk新聞》.   [2023-07-03]. （原始内容存档于2023-07-03） （中文（臺灣））.
85. ↑  林獻堂 《灌園先生日記》，1947-03-09
86. 1 2  古瑞雲 《臺中的風雷》第75頁
87. ↑  黃金島《二二八戰士: 黃金島的一生》第231頁
88. ↑  古瑞雲《臺中的風雷》第58頁
89. ↑  古瑞雲《臺中的風雷》第55頁
90. ↑  鍾逸人，《辛酸六十年（上）～狂風暴雨一小舟》，第457頁
91. ↑  林獻堂 《灌園先生日記》，1947-03-11
92. ↑  鍾逸人，《辛酸六十年（上）～狂風暴雨一小舟》，第545-546頁
93. ↑  呂曉村、陳彥斌、洪碧梧，〈覺悟下的犧牲─呂煥章〉《透光的暗暝: 臺中政治受難者暨相關人士口訪紀錄》第49頁
94. ↑  黃金島《二二八戰士: 黃金島的一生》第103頁
95. ↑  古瑞雲《臺中的風雷》第63頁
96. 1 2 3 4  曾永賢，《從左到右六十年：曾永賢先生訪談錄》，第60頁
97. ↑  陳明忠《無悔：陳明忠回憶錄》第81頁
98. ↑  李韶東 〈懷念臺盟創始人謝雪紅 （页面存档备份，存于）〉
99. ↑  古瑞雲《臺中的風雷》第69頁
100. ↑  古瑞雲 《臺中的風雷》第77頁
101. 1 2 3  國史館，《二二八事件文獻輯錄》，第629頁
102. ↑  黃金島《二二八戰士: 黃金島的一生》第106頁
103. ↑  陳明忠《無悔：陳明忠回憶錄》第85頁
104. ↑  林獻堂 《灌園先生日記》，1947-03-13
105. ↑  國史館，《二二八事件文獻輯錄》，第406頁
106. 1 2  國史館，《二二八事件文獻輯錄》，第630頁
107. ↑  國史館，《二二八事件文獻輯錄》，第628頁
108. 1 2 3  國史館，《二二八事件文獻輯錄》，第631頁
109. ↑  下山一、下山操子，《流轉家族：泰雅公主媽媽、日本警察爸爸和我的故事》，第298頁
110. 1 2 3  楊克煌《我的回憶》第七章[]
111. ↑  官鴻志，〈戰士蔡鐵雄〉《人間》,18期, 1987，第80頁
112. ↑  古瑞雲 《臺中的風雷》第85頁
113. ↑  陳儀深、潘彥蓉 〈黃金島先生訪問紀綠〉《口述歷史》 11期 ( 2002/08) , 第298頁
114. 1 2  陳明忠《無悔：陳明忠回憶錄》第86頁
115. ↑  朱正 《右傳：反右派鬥爭史》第1114頁
116. ↑  陳慧先，〈臺灣原住民與「二七部隊」〉《原住民族與二二八學術研討會論文集》，第55頁
117. ↑  古瑞雲 《臺中的風雷》第71頁
118. ↑  古瑞雲 《臺中的風雷》第71頁
119. 1 2 3 4  林瓊華 《透光的暗暝: 臺中政治受難者暨相關人士口訪紀錄》第28頁
120. ↑  林瓊華 《透光的暗暝: 臺中政治受難者暨相關人士口訪紀錄》第27頁
121. ↑  曾培強《台灣民主自治同盟案件研究》第26頁
122. 1 2  謝孟穎. . 《風傳媒》.   [2023-07-03]. （原始内容存档于2023-07-03） （中文（臺灣））.
123. ↑  林瓊華 《曾經，有一個台灣女人尋求真理──關於謝雪紅的生命故事》第15頁
124. ↑  王學儒 〈中部校園（二七部隊）〉《奔赴的青春：二二八校園記事》 第71-72頁
125. ↑  陳明忠《無悔：陳明忠回憶錄》第87頁
126. ↑  楊克煌《我的回憶》[]
127. 1 2  國史館，《二二八事件文獻輯錄》，第633頁
128. ↑  古瑞雲 《臺中的風雷》第83頁
129. 1 2  陳明忠《無悔：陳明忠回憶錄》第88頁
130. ↑  國史館，《二二八事件文獻輯錄》，第634頁
131. ↑  國史館，《二二八事件文獻輯錄》，第635頁
132. ↑  國史館，《二二八事件文獻輯錄》，第636頁
133. ↑  國史館，《二二八事件文獻輯錄》，第637頁
134. 1 2  曾永賢，《從左到右六十年：曾永賢先生訪談錄》，第63頁
135. ↑  曾永賢，《從左到右六十年：曾永賢先生訪談錄》，第61頁
136. ↑  國史館，《二二八事件文獻輯錄》，第639頁
137. ↑  古瑞雲 《臺中的風雷》第84頁
138. ↑  國史館，《二二八事件文獻輯錄》，第640頁
139. ↑  國史館，《二二八事件文獻輯錄》，第642頁
140. ↑  黃金島《二二八戰士: 黃金島的一生》第122頁
141. ↑  國史館，《二二八事件文獻輯錄》，第643頁
142. 1 2  國史館，《二二八事件文獻輯錄》，第644頁
143. ↑  陳明忠《無悔：陳明忠回憶錄》第89頁
144. ↑  古瑞雲 《臺中的風雷》第89頁
145. ↑  陳儀深;潘彥蓉，〈黃金島先生訪問紀綠〉《口述歷史》, (11), 2002，第295頁
146. ↑  彭振宣. . 《關鍵評論網》.   [2023-07-04]. （原始内容存档于2023-07-04） （中文（臺灣））.
147. ↑  張協昇. . 《自由時報》.   [2023-07-05]. （原始内容存档于2023-07-05） （中文（臺灣））.
148. ↑  古瑞雲 《臺中的風雷》第87頁
149. ↑  呂曉村、陳彥斌、洪碧梧，〈覺悟下的犧牲─呂煥章〉《透光的暗暝: 臺中政治受難者暨相關人士口訪紀錄》第50頁
150. ↑  黃金島《二二八戰士: 黃金島的一生》第133頁
151. ↑  黃金島《二二八戰士: 黃金島的一生》第141頁
152. ↑  曾培強《台灣民主自治同盟案件研究》第23頁
153. 1 2  余杰. . 《Newtalk新聞網》.   [2023-07-26]. （原始内容存档于2023-07-26） （中文（臺灣））.
154. ↑  王峙萍，《暴動與抗爭的迷思--論二二八事件中的校園與學生反抗運動》第104頁
155. ↑  王峙萍，《暴動與抗爭的迷思--論二二八事件中的校園與學生反抗運動》第120頁
156. ↑  白先勇, 廖彥博，《止痛療傷: 白崇禧將軍與二二八》第116頁
157. ↑  王峙萍，《暴動與抗爭的迷思--論二二八事件中的校園與學生反抗運動》第133頁
158. 1 2  謝孟穎. . 《風傳媒》.   [2023-07-03]. （原始内容存档于2023-07-03） （中文（臺灣））.
159. 1 2  羅苑韶. . 《中央社》.   [2023-07-03]. （原始内容存档于2023-07-03） （中文（臺灣））.
160. ↑  林瓊華《左獨、左統與民主自治：台灣社會主義者謝雪紅的政治認同與實踐困境》第14頁
161. ↑  林瓊華 《透光的暗暝: 臺中政治受難者暨相關人士口訪紀錄》第24頁
162. ↑  阿潑. . 《端傳媒》.   [2023-06-25]. （原始内容存档于2020-10-20） （中文（臺灣））.
163. ↑  官鴻志，〈「2．28」的民眾史（5）別忙著歪曲歷史，我們都還活著呢…〉，《人間》18期（1987年4月），第92頁
164. ↑  陳芳明，《謝雪紅評傳》，第327－328頁
165. ↑  王伯仁. . 《民傳媒》.   [2023-06-25]. （原始内容存档于2023-06-27） （中文（臺灣））.
166. ↑  陳儀深;潘彥蓉，〈黃金島先生訪問紀綠〉《口述歷史》, (11), 2002，第298頁
167. ↑  鍾起岱，《中興新村學: 從台灣省政府到高等研究園區》, 第24頁
168. ↑  黃秀政，〈傳記與戰後台灣史研究：以鍾著《辛酸六十年》和古著《台中的風雷》為例〉《興大臺中夜間部學報》, （3）, 第288頁
169. ↑  . 民視. 1999-03-02  [2014-02-22]. （原始内容存档于1999-08-26）. （页面存档备份，存于）
170. ↑  楊進. . 《捍衛馬克思主義》.   [2023-07-26]. （原始内容存档于2023-07-26） （中文（臺灣））.
171. ↑  蔡淑媛. . 《自由時報》.   [2023-07-26]. （原始内容存档于2023-07-26） （中文（臺灣））.
172. ↑  楊樹煌. . 《中時新聞網》.   [2023-07-03]. （原始内容存档于2023-07-03） （中文（臺灣））.
173. ↑  . 自由時報. 2017-03-05. （原始内容存档于2021-04-11）. （页面存档备份，存于）
174. ↑  嚴婉玲. . 想想副刊. 2016-04-28. （原始内容存档于2023-07-25） （中文（臺灣））.}
175. ↑  陳凱俊. . 《ettoday 新聞雲》.   [2023-07-25]. （原始内容存档于2023-07-25） （中文（臺灣））.
176. ↑  YKC. . 《ettoday 新聞雲》.   [2023-07-25]. （原始内容存档于2023-07-25） （中文（臺灣））.
177. ↑  . 博客來.   [2023-07-25]. （原始内容存档于2023-08-13） （中文（臺灣））.

## 外部連結
- . 公共電視台.   [2018-03-05]. （原始内容存档于2020-10-20）. （页面存档备份，存于）
- . 南投縣埔里鎮公所.   [2018-03-05]. （原始内容存档于2019-10-25）. （页面存档备份，存于）